# Acanthocinus sachalinensis
Acanthocinus sachalinensis là một loài bọ cánh cứng trong họ Cerambycidae.